# Money Flow Index

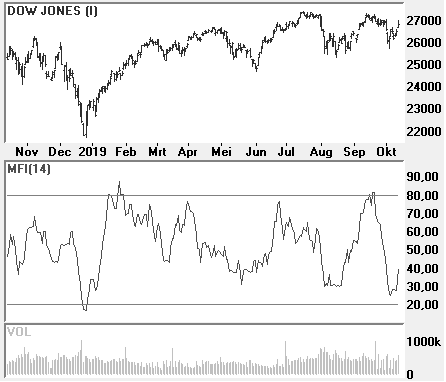
Money Flow Index (MFI) en volume van de Dow Jones Index

De Money Flow Index of MFI is een indicator in technische analyse die de geldstroom voor een aandeel aangeeft. De indicator is verwant met de Relatieve Sterkte Index, maar differentieert zich door het in acht nemen van informatie over volume. Een hoge waarde van de MFI betekent dat er door de markt veel wordt gekocht (overbought). Een lage waarde van de MFI betekent dat er veel wordt verkocht (oversold). 
Divergenties zijn belangrijk bij de MFI, dus als deze indicator daalt terwijl de koers stijgt, dan is een trendomkeer te verwachten. Hetzelfde geldt voor een stijgende MFI in een dalende markt. 
Bij een MFI boven de 80 zit de markt waarschijnlijk tegen een top aan. Bij een MFI beneden de 20 is de bodem vermoedelijk in zicht.

## Berekening
De berekening van de MFI is als volgt:
Allereerst wordt berekend:
- Typical Price = (Hoog + Laag + Slot) / 3
- Money Flow = Typical Price * Volume
- Als de Typical Price hoger is dan die van gisteren, dan wordt de gevonden Money Flow opgeteld bij de Positive Money Flow (PMF), anders bij de Negative Money Flow (NMF). Dit gebeurt over een aantal dagen (bijvoorbeeld 14).

De Money Flow Index wordt nu berekend uit:
- MFI = 100 - 100 / (1 + PMF / NMF)